# Volksrust
Volksrust – miasto, zamieszkane przez 24 281 ludzi, w Republice Południowej Afryki, w prowincji Mpumalanga.
Volksrust leży przy granicy z prowincją KwaZulu-Natal. Mieszkańcy regionu utrzymuja się głównie z hodowli bydła, produkcji żywności i wełny, uprawy kukurydzy, sorgo i słoneczników.
Miasto zostało założone niedaleko od miejsca, w którym doszło do bitwy pod Majuba Hill. W czasie drugiej wojny burskiej Brytyjczycy zbudowali tu obóz koncentracyjny dla Burów.